# Nullificatie
Nullificatie is een vorm van plastische chirurgie. Bij deze ingreep worden delen van de geslachtsorganen verwijderd, met als doel een 'neutraal' uiterlijk zonder duidelijke geslachtskenmerken te verkrijgen.
De ingreep kan worden uitgevoerd bij transgender, non-binaire personen en eunuchs die een sterke afkeer hebben van hun primaire geslachtskenmerken en de behoefte voelen om deze delen van hun lichaam te laten verwijderen, zonder de wens te hebben om traditionele mannelijke of vrouwelijke geslachtskenmerken te verkrijgen. Ook verwijdering van de tepel of navel kan onderdeel vormen van de nullificatie.